# Okrajek
Okrajek – ekotonowa forma roślinności, występująca zwykle na granicy lasu i łąki lub pola. Zwykle przybierają postać ziołorośli lub festonów tworzonych przez pnącza. Często tworzone są przez rośliny nitrofilne.
Leśne formacje roślinne na swych krańcach wytwarzają w naturalnych warunkach strefy przejściowe nazywane granicą lasu. Działalność człowieka spowodowała powstanie antropogenicznej granicy lasu. Na brzegu lasu wytwarza się strefa ekotonowa, charakteryzująca się wielowarstwową strukturą, dużym bogactwem gatunkowym oraz zróżnicowanym strefowym układem pasów roślinnych. Ze względu na funkcje i pozytywne cechy stref ekotonowych działalność człowieka (działalność leśników) powinna zmierzać do ich ochrony oraz do ich wytworzenia w miejscach, w których nie występują.